# 圭亚那狸藻
圭亚那狸藻（学名：Utricularia guyanensis）為狸藻屬似多年生小型陆生食虫植物，为柄药狸藻组（Utricularia sect. Stylotheca）下唯一的一个种。其种加词“guyanensis”来源于南美洲圭亚那。圭亚那狸藻分布于中美洲（洪都拉斯和尼加拉瓜）及南美洲（巴西、法属圭亚那、圭亚那、苏里南和委内瑞拉）。圭亚那狸藻常陆生于低海拔的潮湿砂质稀树草原中，但位于玻利维亚的种群可分布于海拔1100米处。1844年，阿方斯·比拉姆·德康多爾正式描述了圭亚那狸藻及柄盒狸藻组。